# Upplands runinskrifter 436
Upplands runinskrifter 436 är en vikingatida runsten av sandsten som funnits i Arnberga, Husby-Ärlinghundra socken och Sigtuna kommun. Stenen utgör foten av en sandstenspelare med elliptisk genomskärning. Möjligen har den utgjort en del av ett hugget stenkors. Stenen är 0,40 meter hög, 0,35 meter bred och 0,4 meter tjock. Runhöjden är 7 centimeter. Stenen finns på Historiska museet sedan 1966.

## Inskriften
Translitterering av runraden:
fryrikr : l... ... ok : ift(ʀ) ...
Normalisering till runsvenska:
Frøyrikʀ l[et] ... ok æftiʀ ...
Översättning till nusvenska:
Frörik lät ... och efter ...